# Villa San Isidro (Córdoba)
Villa San Isidro es una comuna situada en el Departamento Santa María, provincia de Córdoba, Argentina.
Se accede desde la localidad de Anisacate, 15 kilómetros al sudeste por ruta provincial E-56. Se encuentra situada a aproximadamente 80 km de la Ciudad de Córdoba al sur, pasando Alta Gracia.
Está compuesta por 609 habitantes según Indec, 2022  registra un descenso del 51% frente 1249 habitantes (Indec, 2010) (y en 1991: 375 hab.).
La principal actividad económica es el turismo seguido por la agricultura y la ganadería.
Entre las principales atracciones turísticas se encuentran los numerosos balnearios que rodean el hermoso río Los Molinos, el paisaje serrano y la capilla.
También existen en la localidad algunos establecimientos agrícolas. Ha crecido en infraestructura y en número de habitantes considerablemente, es una localidad tranquila, su gente es admirable y el paisaje es maravilloso, digno de una localidad serrana cordobesa.
La fiesta patronal se celebra el día 15 de mayo.

## Sismicidad
La sismicidad de la región de Córdoba es frecuente y de intensidad baja, y un silencio sísmico de terremotos medios a graves cada 30 años en áreas aleatorias. Sus últimas expresiones se produjeron:
- 22 de septiembre de 1908 (116 años), a las 17.00 UTC-3, con 6,5 Richter, escala de Mercalli VII; ubicación 30°30′0″S 64°30′0″O / -30.50000, -64.50000; profundidad: 100 km; produjo daños en Deán Funes, Cruz del Eje y Soto, provincia de Córdoba, y en el sur de las provincias de Santiago del Estero, La Rioja y Catamarca[2]

- 16 de enero de 1947 (78 años), a las 2.37 UTC-3, con una magnitud aproximadamente de 5,5 en la escala de Richter (terremoto de Córdoba de 1947)[1]

- 28 de marzo de 1955 (70 años), a las 6.20 UTC-3 con 6,9 Richter: además de la gravedad física del fenómeno se unió el desconocimiento absoluto de la población a estos eventos recurrentes (terremoto de Villa Giardino de 1955)

- 7 de septiembre de 2004 (20 años), a las 8.53 UTC-3 con 4,1 Richter

- 25 de diciembre de 2009 (15 años), a las 21.42 UTC-3 con 4,0 Richter